# ضريح فروة بن عمرو الجذامي
مقام وضريح الصَّحابيّ فروة بن عمرو الُجذامي، ويقع قرب مدينة الطفيلة جنوب الأردن، في منطقة تُشرف على حمامات عفرا من الجهة الشرقية على بعد 27 كم تقريبًا من الطفيلة، وهو عبارة عن ضريح حجري يُنسب لفروة بن عمرو الجذامي الذي كان حاكمًا على مدينة معان في عهد الروم، والذين قتلوه وصلبوه عند حمامات عفرا بعد أن أشهر إسلامه.